# Église Sainte-Barbe de Crusnes
L'église Sainte-Barbe est une église en fer qui se trouve à Crusnes dans le département français de Meurthe-et-Moselle.

## Historique
L'église a été construite entre 1937 et 1939 suivant les plans de Claude Robbe (relayés par Alphonse Fénaux), architectes de la société de Wendel à Hayange (propriétaire de la société des mines de fer locale) et réalisée par la société Fillod. Ferdinand Fillod avait déposé en 1928 plusieurs brevets sur des procédés de construction de maisons préfabriquées en métal.
De construction entièrement métallique (portiques en acier et murs extérieurs en tôle peinte), cette église a été conçue comme un prototype pour la fabrication en série d'églises destinées aux pays de mission. Une verrière représentant sainte Barbe a été réalisée par les ateliers Mauméjean de Paris d'après un carton d'Hélène Delaroche. Nicolas Untersteller (époux d'Hélène Delaroche) a quant à lui peint les peintures murales qui représentent des épisodes de la vie des saints.
Envahie par la rouille, ayant subi l'affaissement du sol comme le village une nuit de 1977 , cette église unique au monde menaçait de tomber en ruines et disparaître à jamais. Une campagne de restauration lui a rendu tout son éclat.
Cette église est visible (avant sa rénovation) dans le film Les Rivières pourpres 2 : Les Anges de l'apocalypse. Elle est présentée avec un jeu d'éclairage blafard et lugubre rendant la scène du film relativement glauque et pesante. 
L'église fait l’objet d’un classement au titre des monuments historiques depuis le 14 juin 1990.
En mai 2015, l'église a été achetée par l’artiste et mannequin Léonore Scherrer, fille du grand couturier Jean-Louis Scherrer, qui compte y installer un studio d’enregistrement de musique funéraire, qui n'aboutit pas. Elle est de nouveau mise en vente en 2020.

## Photographies

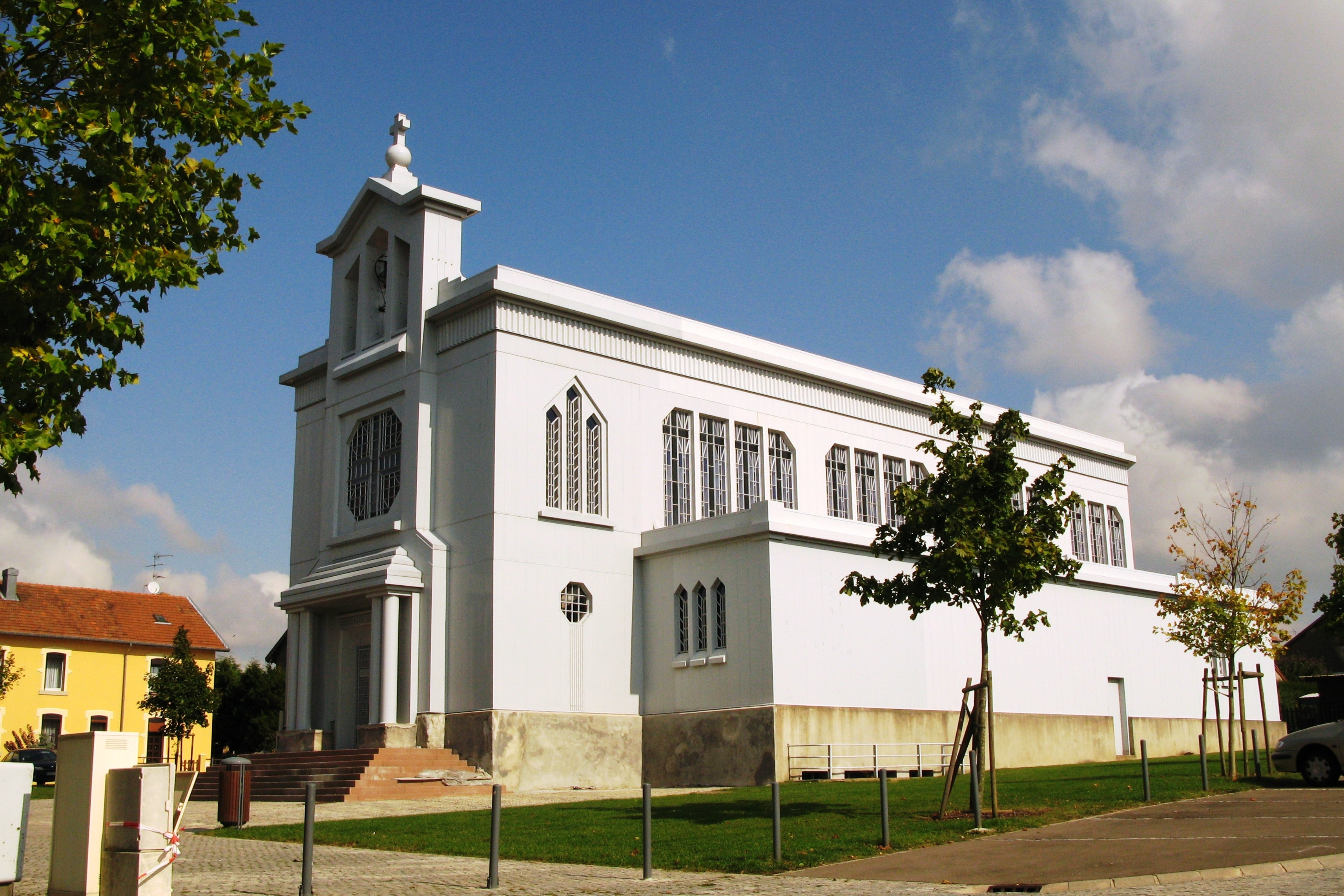
Vue de 2008 après restauration.
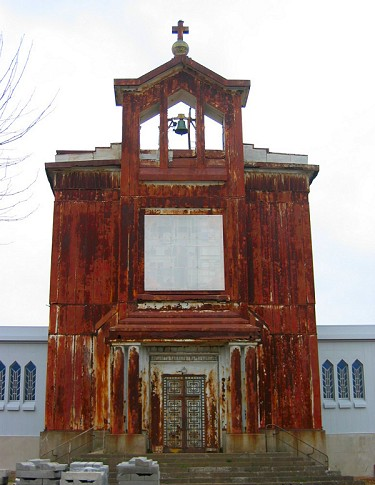
Vue de 2004 avant la fin de la restauration.
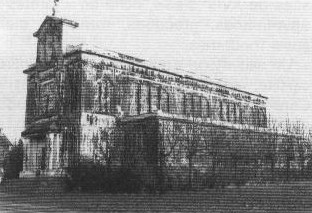
Vue de 1980 avant la restauration.
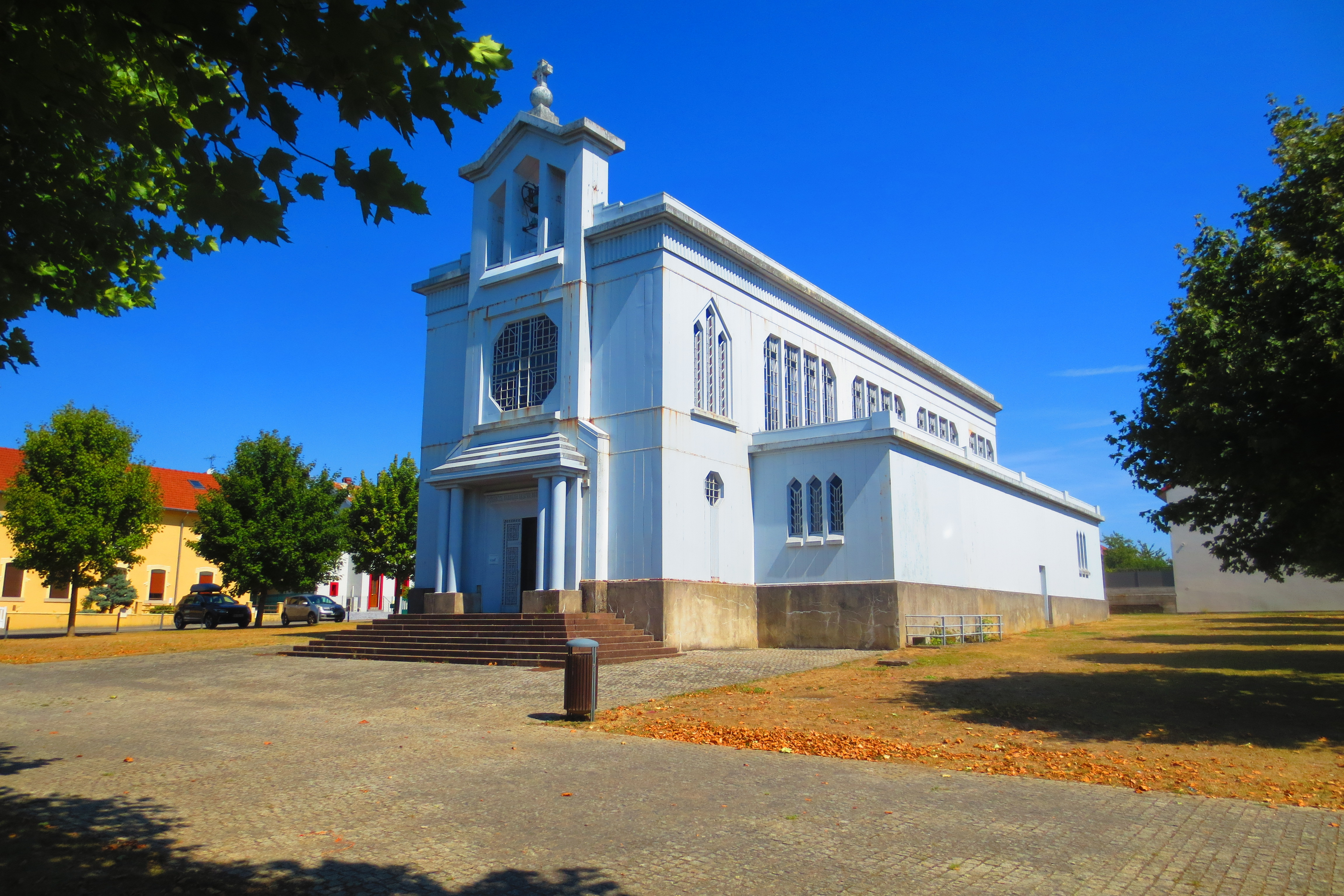
Vue de 2022.